# روث سيمبسون (ناشطة)
كانت روث سيمبسون (15 مارس 1926 – 8 مايو 2008) مؤسسة أول مركز لمجتمع المثليات في الولايات المتحدة، ومؤلفة، ورئيسة لبنات بيلايتس في نيويورك.
نُشر كتابها من الخزانة إلى المحاكم عام 1977، وأُعيد نشره عام 2007، وأنتجت كذلك برنامجًا أسبوعيًا مدته ساعة بعنوان «تقرير الأقلية» في وودستوك في نيويرك منذ عام 1982 وحتى وفاتها عام 2008.

## مسيرتها المهنية
كرئيسة لفرع منظمة بنات بيلايتس في نيويورك، نظّمت سيمبسون تظاهرات وبرامج تعليمية تخص حقوق المثليين لأعضاء المنظمة في الفترة ما بين عام 1969 و1971، وقد اعترضت طريق شرطة مدينة نيويورك عندما اقتحمت مركز المنظمة جنوبي مانهاتن عدة مرات بشكل غير قانوني ودون مذكرة، وقد دعتها الشرطة للمثول أمام المحاكم ثلاث مرات، واعتُقلت كذلك في تجمع النساء ضد ريتشارد نيكسون، إلى جانب إيلين بوفيل، وتي-غريس أتكينسون وفلو كينيدي، وقضين معظم اليوم في السجن إلى أن حصّل محاميهن إطلاق سراحهن.
وثّقت روث في عملها الرائد عام 1976 من الخزانة إلى المحاكم تاريخها في الأيام الأولى من حركة المثليين والإجراءات المتخذة لتحقيق العدالة، والحقوق المدنية والمعاملة المتساوية بموجب القانون لمجتمع الميم الكبير والمتنوع.
عملت روث كرئيسة مجلس إدارة مكتبة وودستوك العامة من عام 1982 وحتى 2001، وتابعت عملها كموظفة حتى وفاتها، وقد نشرت شعرها في مجلات الأدب، وألقت خطابات عديدة في الأحرام الجامعية في منطقة هدسون فالي.

## سيرة حياتها

### السنوات المبكرة
وُلدت روث سيبمسون ونشأت في كليفلاند في أوهايو، وكانت ابنةً لإيثيل وإدوارد سيمبسون، وهما رائدان في الحركة العمالية نظمّا منذ منتصف ثلاثينيات وحتى أربعينينات القرن العشرين توحيد اتحاد عمال السيارات، والاتحاد الأمريكي للعمل ومؤتمر المنظمات الصناعية (باسم لوكال 88)، ودعا، رغم حوزتهما 14 دولارًا أمريكيًا فقط في الخزانة، إلى إضراب ضد شركة ويلارد ستوريج باتيري، لتكون أول معمل يُهاجم بسبب المخاطر الصحية في مكان العمل، ونجح الإضراب وأُجبرت الشركة على تركيب أجهزة تهوية في محطات حرق الرصاص وطحنه، حيث عانى العمال من التسمم بالرصاص وتوفي بعضهم جراءه.
بحثت إيثيل يسمبسون في أعراض العاملين في لوكال 88 في مكتبة كلفيلاند العامة بينما اختارت ابنتها كتبًا للأسبوع، وقد أثمر بحثها في تأكيد أن مرض العمال نتج عن التسمم بالرصاص، والذي لم يكن معروفًا كثيرًا في ذاك الوقت، فقد كان طبيب الشركة لمدة طويلة يشخص الأعراض على أنها (إنفلونزا)، وعندما أُصيب العمال بالشلل الجزئي، شخصّه على أنه (استسقاء) حتى تتمكن شركة ويلارد من تجنب دفع تعويضات للعمال.
تعلّمت روث سيمبسون في سن صغيرة المهارات التنظيمية، بالإضافة إلى أهمية النضال ضد الظلم، من الإرث الفخري الذي تركه لها والداها.

### سنواتها اللاحقة
التقت روث بشريكتها إيلين بوفيل، التي كانت تبلغ من العمر 37 عامًا، في بنات بيلايتين، واشترتا منزلهما في وودستوك عام 1976، وسرعان ما نشطتا في مجتمعهما، فعملت إيلين كمصوّرة فيديو وثّقت الأحداث الثقافية المحلية وعرضتها على التلفاز للعامة، وساعدت روث على تنظيم مجموعة وودستوك المثلية الأولى وأطلقت في البلدة حملة تخص مرسوم حقوق الإنسان، وبعد جمع وتسليم مئات العرائض الموقعة لمسؤولي البلدة، قيل لروث أن مجلس البلدة قرر إقامة نقاش عام في قاعة البلدة بينها وبين واعظ البلدة المتعصب، في عيد الحب، فذكرت روث أن سكان البلدة اعتقدوا بأنها فازت بالناقش بسهولة، ولكن مجلس البلدة قرر في النهاية أن وودستوك كانت ليبراليةً أساسًا، وبالتالي لم تكن بحاجة إلى مرسوم كهذا.
توفيت روث سيمبسون في 8 مايو عام 2008.